# Oreopanax ripicolus
Oreopanax ripicolus là một loài thực vật có hoa trong Họ Cuồng cuồng. Loài này được L.O.Williams mô tả khoa học đầu tiên năm 1972.